# Am Salah
Am Salah es un deportista catarí que compitió en taekwondo. Ganó una medalla de bronce en el Campeonato Asiático de Taekwondo de 1988 en la categoría de –58 kg.

## Palmarés internacional
| Campeonato Asiático | Campeonato Asiático | Campeonato Asiático | Campeonato Asiático |
| Año                 | Lugar               | Medalla             | Categoría           |
| ------------------- | ------------------- | ------------------- | ------------------- |
| 1988                | Katmandú ()         | Medalla de bronce   | –58 kg              |